# Naia Laso
Naia Laso Ponzano (nacida el 19 de noviembre de 2008 en Bermeo, Vizcaya) es una skater española. Representó a España en los Juegos Olímpicos de Verano de 2024. Laso es tres veces campeona nacional de España de skate. 

## Carrera
Laso compitió en el Campeonato Mundial de Skateboarding de 2023 en Roma . Durante la ronda de clasificación obtuvo la puntuación más alta con 83,18 puntos.   Terminó el campeonato en quinto lugar. 
En marzo de 2024, se proclamó campeona del del World Skate Tour (WST) en Dubái, con una puntuación de 93,46 puntos. Tras la Serie Clasificatoria Olímpica de 2024, Laso se clasificó para los Juegos Olímpicos de Verano de 2024.  Durante la prueba de park en los Juegos Olímpicos terminó en séptimo lugar con una puntuación de 86,28 puntos. 
En septiembre de 2024, compitió en el Campeonato Mundial de Skateboarding de 2024.  Durante la ronda de clasificación obtuvo la puntuación más alta con 88,21 puntos.  En la final ganó una medalla de bronce con una puntuación de 90,14 puntos. 